# The Abattoir Blues Tour
The Abattoir Blues Tour è il secondo album dal vivo del gruppo musicale australiano Nick Cave and the Bad Seeds, pubblicato nel 2007.

## Tracce
CD 1
1. O Children - 6:59
2. Hiding All Away - 6:23
3. Breathless - 3:36
4. Get Ready for Love - 4:59
5. Red Right Hand - 5:24
6. The Ship Song - 4:09
7. The Weeping Song - 4:39
8. Stagger Lee - 8:44

CD 2
1. Carry Me - 4:49
2. Let the Bells Ring - 4:55
3. Easy Money - 7:08
4. Supernaturally - 5:13
5. Babe, You Turn Me On - 5:08
6. There She Goes, My Beautiful World - 5:29
7. God Is in the House - 4:46
8. Deanna - 3:43
9. Lay Me Low - 5:49